# Champcevinel
Champcevinel è un comune francese di 2 662 abitanti situato nel dipartimento della Dordogna nella regione della Nuova Aquitania.

## Società

### Evoluzione demografica
Abitanti censiti

## Amministrazione

### Gemellaggi
- Castel Focognano, dal 1992